# Hadena juvenilis
Hadena juvenilis là một loài bướm đêm trong họ Noctuidae.